# فهرست یادمان‌های ژاپن (توکیو)
فهرست یادمان‌های ژاپن (انگلیسی: List of Places of Scenic Beauty of Japan) یا فهرست مکان‌ها با منظره زیبا در توکیو به یادمان‌های ژاپن در توکیو اشاره دارد.
| سایت | شهرداری                                                           | نظرات                                                                          | تصویر | مختصات                                                              | نوع            | منبع |
| --- | ----------------------------------------------------------------- | ------------------------------------------------------------------------------ | ----- | ------------------------------------------------------------------- | -------------- | ---- |
| *باغ هاماریکیو 旧浜離宮庭園 Kyū-Hama Rikyū teien                                                                              | چوئو-کو، توکیو                                                    | همچنین یک Special Historic Site                                                |       | ۳۵°۳۹′۳۶″شمالی ۱۳۹°۴۵′۴۸″شرقی / ۳۵٫۶۵۹۸۹۱۷۲°شمالی ۱۳۹٫۷۶۳۳۵۰۰۷°شرقی | یادمان‌های ژاپن |      |
| *باغ کویشیکاوا 小石川後楽園 Koishikawa Kōraku-en                                                                              | بونکیو-کو، توکیو                                                  | همچنین یک Special Historic Site                                                |       | ۳۵°۴۲′۲۰″شمالی ۱۳۹°۴۴′۵۷″شرقی / ۳۵٫۷۰۵۶۵۵۰۲°شمالی ۱۳۹٫۷۴۹۰۸۲۱۱°شرقی | یادمان‌های ژاپن |      |
| *باغ ریکوگی 六義園 Rikugi-en                                                                                                  | بونکیو-کو، توکیو                                                  |                                                                                |       | ۳۵°۴۳′۵۹″شمالی ۱۳۹°۴۴′۴۷″شرقی / ۳۵٫۷۳۳۱۰۳۶۲°شمالی ۱۳۹٫۷۴۶۴۲۶۷۸°شرقی | یادمان‌های ژاپن |      |
| باغ کیوفوروکاوا 旧古河氏庭園 Kyū-Fukagawa-shi teien                                                                           | کیتا-کو، توکیو                                                    |                                                                                |       | ۳۵°۴۴′۳۴″شمالی ۱۳۹°۴۴′۴۵″شرقی / ۳۵٫۷۴۲۷۲۶۶°شمالی ۱۳۹٫۷۴۵۹۴۹۴۳°شرقی  | یادمان‌های ژاپن |      |
| باغ کیوشیباریکیو 旧芝離宮庭園 Kyū-Shiba Rikyū teien                                                                           | میناتو-کو، توکیو                                                  |                                                                                |       | ۳۵°۳۹′۱۸″شمالی ۱۳۹°۴۵′۳۱″شرقی / ۳۵٫۶۵۴۸۶۴۹۷°شمالی ۱۳۹٫۷۵۸۶۳۳۳۶°شرقی | یادمان‌های ژاپن |      |
| Former Asakura Fumio Family Gardens 旧朝倉文夫氏庭園 Kyū-Asakura Fumio-shi teien                                              | تایتو-کو، توکیو                                                   | باغی که اکنون در آن قرار دارد Asakura Museum of Sculpture                      |       | ۳۵°۴۳′۳۷″شمالی ۱۳۹°۴۶′۰۷″شرقی / ۳۵٫۷۲۶۸۸۰۳۹°شمالی ۱۳۹٫۷۶۸۷۴۸۶۸°شرقی | یادمان‌های ژاپن |      |
| باغ گل موکوجیما 向島百花園 Mukōjima Hyakka-en                                                                                 | سومیدا-کو، توکیو                                                  | همچنین یک یادمان‌های ژاپن                                                       |       | ۳۵°۴۳′۲۷″شمالی ۱۳۹°۴۸′۵۶″شرقی / ۳۵٫۷۲۴۲۳۶۹۵°شمالی ۱۳۹٫۸۱۵۵۵۶۰۵°شرقی | یادمان‌های ژاپن |      |
| پارک کوگانی 小金井（サクラ） Koganei (sakura)                                                                                 | کوگانی، توکیو، کودائیرا، توکیو، نیشی‌توکیو، توکیو، موساشینو، توکیو |                                                                                |       | ۳۵°۴۲′۴۶″شمالی ۱۳۹°۳۰′۲۵″شرقی / ۳۵٫۷۱۲۶۴۳۰۹°شمالی ۱۳۹٫۵۰۶۸۲۲۱۶°شرقی | یادمان‌های ژاپن |      |
| باغ گیاه‌شناسی کویشیکاوا 小石川植物園（御薬園跡及び養生所跡） Koishikawa shokubutsu-en (Oyaku-en ato oyboi Yōjōsho ato)        | بونکیو-کو، توکیو                                                  | همچنین یک یادمان‌های ژاپن                                                       |       | ۳۵°۴۲′۲۹″شمالی ۱۳۹°۴۵′۰۸″شرقی / ۳۵٫۷۰۷۹۴۶۹۴°شمالی ۱۳۹٫۷۵۲۲۹۱۶۶°شرقی | یادمان‌های ژاپن |      |
| معبد سنسوجی Gardens 伝法院庭園 Denpō-in teien                                                                                 | تایتو-کو، توکیو                                                   |                                                                                |       | ۳۵°۴۲′۴۹″شمالی ۱۳۹°۴۷′۴۲″شرقی / ۳۵٫۷۱۳۵۶۷۰۴°شمالی ۱۳۹٫۷۹۵۰۰۲۲۸°شرقی | یادمان‌های ژاپن |      |
| باغ تونوگایاتو (Zuigi-en) 殿ヶ谷戸庭園（随冝園） Tonogayato teien (Zuigi-en)                                                  | کوکوبونجی، توکیو                                                  |                                                                                |       | ۳۵°۴۱′۵۶″شمالی ۱۳۹°۲۸′۵۶″شرقی / ۳۵٫۶۹۸۸۳۶۴°شمالی ۱۳۹٫۴۸۲۱۷۴۰۸°شرقی  | یادمان‌های ژاپن |      |
| Kaitokukan Gardens 懐徳館庭園 (旧加賀藩主前田氏本郷本邸庭園) Kaitokukan teien (kyū-Kaga-han-shu Maeda-shi hongō hontei teien) | بونکیو-کو، توکیو                                                  | در محوطه دانشگاه توکیو; قبلاً بخشی از محل سکونت خاندان مائدا در قلمرو کاگا بود. |       | ۳۵°۴۲′۳۱″شمالی ۱۳۹°۴۵′۴۳″شرقی / ۳۵٫۷۰۸۶۶۰°شمالی ۱۳۹٫۷۶۱۹۶۲°شرقی     | یادمان‌های ژاپن |      |
| Tetsugaku-dō Park 哲学堂公園 Tetsugakudō kōen)                                                                                | ناکانو-کو، توکیو، شینجوکو-کو، توکیو                               |                                                                                |       | ۳۵°۴۳′۲۰″شمالی ۱۳۹°۴۰′۲۷″شرقی / ۳۵٫۷۲۲۱۰۳°شمالی ۱۳۹٫۶۷۴۲۰۳°شرقی     | یادمان‌های ژاپن |      |
| Former Residence and Garden of Yokoyama Taikan 横山大観旧宅及び庭園 Yokoyama Taikan kyū-taku oyobi teien                      | تایتو-کو، توکیو                                                   |                                                                                |       | ۳۵°۴۲′۴۴″شمالی ۱۳۹°۴۶′۰۶″شرقی / ۳۵٫۷۱۲۱۱°شمالی ۱۳۹٫۷۶۸۲۰°شرقی       | یادمان‌های ژاپن |      |

## مکان‌های استانی از زیبایی منظره
| سایت                                                                                                | شهرداری                     | نظرات                                                                                 | تصویر | مختصات                                                          | نوع | منبع |
| --------------------------------------------------------------------------------------------------- | --------------------------- | ------------------------------------------------------------------------------------- | ----- | --------------------------------------------------------------- | --- | ---- |
| Former Yasuda Kusuo Residence Gardens 旧安田楠雄邸庭園 kyū-Yasuda Kusuo-tei teien                   | بونکیو-کو، توکیو            | property of the Japan National Trust                                                  |       | ۳۵°۴۳′۳۷″شمالی ۱۳۹°۴۵′۳۷″شرقی / ۳۵٫۷۲۷۰۷۴°شمالی ۱۳۹٫۷۶۰۱۴۳°شرقی |     |      |
| Former Yasuda Gardens 旧安田庭園 kyū-Yasuda teien                                                   | سومیدا-کو، توکیو            |                                                                                       |       | ۳۵°۴۱′۵۴″شمالی ۱۳۹°۴۷′۳۸″شرقی / ۳۵٫۶۹۸۳۷۱°شمالی ۱۳۹٫۷۹۳۷۵۱°شرقی |     |      |
| باغ کیوسومی 清澄庭園 Kiyosumi teien                                                                 | کوتو-کو، توکیو              |                                                                                       |       | ۳۵°۴۰′۵۰″شمالی ۱۳۹°۴۷′۵۲″شرقی / ۳۵٫۶۸۰۴۸۱°شمالی ۱۳۹٫۷۹۷۷۲۱°شرقی |     |      |
| Todoriki Valley 等々力渓谷 Todoriki keikoku                                                         | ستاگایا-کو، توکیو           |                                                                                       |       | ۳۵°۳۶′۱۸″شمالی ۱۳۹°۳۸′۴۵″شرقی / ۳۵٫۶۰۴۹۷۵°شمالی ۱۳۹٫۶۴۵۷۱۵°شرقی |     |      |
| کوه میتاکه 奥御岳景園地 Oku-Mitake keienchi                                                         | اومه، توکیو، آکیرونو، توکیو |                                                                                       |       | ۳۵°۴۶′۵۹″شمالی ۱۳۹°۰۹′۰۰″شرقی / ۳۵٫۷۸۲۹۷۲°شمالی ۱۳۹٫۱۴۹۹۱۷°شرقی |     |      |
| Yakushi-ike Park 福王寺旧園地(薬師池公園) Fukuōji kyū-enchi (Yakushi-ike kōen)                      | ماچیدا، توکیو               |                                                                                       |       | ۳۵°۳۴′۴۷″شمالی ۱۳۹°۲۶′۵۲″شرقی / ۳۵٫۵۷۹۶۵۶°شمالی ۱۳۹٫۴۴۷۸۸۶°شرقی |     |      |
| Masugata Pond Springs 真姿の池湧水群 Masugata-no-ike yūsuigun                                       | کوکوبونجی، توکیو            |                                                                                       |       | ۳۵°۴۱′۳۶″شمالی ۱۳۹°۲۸′۲۵″شرقی / ۳۵٫۶۹۳۳۹۵°شمالی ۱۳۹٫۴۷۳۷۲۱°شرقی |     |      |
| Mitō Great Falls 三頭大滝 Mitō ōtaki                                                                | هینوهارا، توکیو             |                                                                                       |       | ۳۵°۴۴′۰۵″شمالی ۱۳۹°۰۱′۳۴″شرقی / ۳۵٫۷۳۴۶۳۴°شمالی ۱۳۹٫۰۲۶۰۶۰°شرقی |     |      |
| Unazawa 4 Falls 海沢の四滝 Unazawa-no-yon-taki                                                      | اوکوتاما، توکیو             |                                                                                       |       | ۳۵°۴۸′۰۰″شمالی ۱۳۹°۰۷′۱۰″شرقی / ۳۵٫۸۰۰۰۶۴°شمالی ۱۳۹٫۱۱۹۴۸۷°شرقی |     |      |
| Senzokuike Park 洗足池公園 senzoku-ike-kōen                                                         | اوتا-کو، توکیو              |                                                                                       |       | ۳۵°۳۶′۰۶″شمالی ۱۳۹°۴۱′۲۶″شرقی / ۳۵٫۶۰۱۶۶۴°شمالی ۱۳۹٫۶۹۰۵۴۹°شرقی |     |      |
| Makino Memorial Garden 牧野記念庭園（牧野富太郎宅跡） Makino kinen teien (Makino Tomitarō taku ato) | نریما-کو، توکیو             | سایت محل سکونت تومیتارو ماکینو; همچنین یک مکان تاریخی ثبت شده و مکانی با زیبایی منظره |       | ۳۵°۴۴′۴۷″شمالی ۱۳۹°۳۵′۰۷″شرقی / ۳۵٫۷۴۶۴۳°شمالی ۱۳۹٫۵۸۵۳۰°شرقی   |     |      |
| معبد شیباماتا تایشاکوتن Suikei-en 題経寺邃渓園 Daikyōji suikeien                                    | کاتسوشیکا-کو، توکیو         |                                                                                       |       | ۳۵°۴۵′۳۰″شمالی ۱۳۹°۵۲′۴۲″شرقی / ۳۵٫۷۵۸۳۳۳°شمالی ۱۳۹٫۸۷۸۳۳۳°شرقی |     |      |

| سایت                                                                                                | شهرداری          | نظرات                                                             | تصویر | مختصات                                                        | نوع | منبع                                                         |
| --------------------------------------------------------------------------------------------------- | ---------------- | ----------------------------------------------------------------- | ----- | ------------------------------------------------------------- | --- | ------------------------------------------------------------ |
| Kikuchi Family Teahouse Gardens 菊池氏茶室（礀(石偏に間)居）庭園 Kikuchi-shi chashitsu teien        | میناتو-کو، توکیو |                                                                   |       | ۳۵°۳۹′۲۴″شمالی ۱۳۹°۴۳′۵۰″شرقی / ۳۵٫۶۵۶۷۱°شمالی ۱۳۹٫۷۳۰۵۰°شرقی |     |                                                              |
| موزه ملی هنر غرب Gardens 国立西洋美術館園地 Kokuritsu Seiyō Bijutsukan enchi                        | تایتو-کو، توکیو  |                                                                   |       | ۳۵°۴۲′۵۴″شمالی ۱۳۹°۴۶′۳۲″شرقی / ۳۵٫۷۱۵۰۷°شمالی ۱۳۹٫۷۷۵۶۰°شرقی |     |                                                              |
| Makino Memorial Garden 牧野記念庭園（牧野富太郎宅跡） Makino kinen teien (Makino Tomitarō taku ato) | نریما-کو، توکیو  | سایت محل سکونت تومیتارو ماکینو; همچنین یک مکان تاریخی ثبت شده است |       | ۳۵°۴۴′۴۷″شمالی ۱۳۹°۳۵′۰۷″شرقی / ۳۵٫۷۴۶۴۳°شمالی ۱۳۹٫۵۸۵۳۰°شرقی |     | [https://kunishitei.bunka.go.jp/heritage/detail/411/00003636 |